# Почесні громадяни Луцька
Звання почесного громадянина Луцька надавали ще перед Другою світовою війною. Так, одним із тих, хто отримав це звання, був католицький єпископ Шельонжек Адольф-Петро.
У радянський час звання «Почесний громадянин міста Луцька» було введено у 1969 році.
Нижче наведений список почесних громадян Луцька.

## Почесні громадяни
| №  | П. І. Б.                          | Рік народження | Рід занять, звання та нагороди | Дата присвоєння                                                                    | Дата позбавлення                              |
| -- | --------------------------------- | -------------- | --- | ---------------------------------------------------------------------------------- | --------------------------------------------- |
| 1  | Єфімов Сергій Дмитрович           | 1922           | Військовий. Герой Радянського Союзу. | 4 лютого 1969                                                                      |                                               |
| 2  | Шафранюк Василь Карпович          | 1922           | Бригадир Нагороджений орденом «Знак Пошани». | 4 лютого 1969                                                                      |                                               |
| 3  | Федоров Олексій Федорович         | 1901           | Партизан. Двічі Герой Радянського Союзу. | 4 лютого 1969                                                                      |                                               |
| 4  | Бринський Антон Петрович          | 1906           | Партизан. Герой Радянського Союзу. | Присвоєно звання 7 жовтня 1971 року. 29 серпня 2018 року позбавлений цього звання. | 29 серпня 2018 року позбавлений цього звання. |
| 5  | Корчев Михайло Сергійович         | 1910           | Партизан, після війни — один з організаторів розвитку харчової промисловості на Волині. | 7 жовтня 1971                                                                      |                                               |
| 6  | Вашурін Петро Семенович           | 1910           | Начальник штабу гвардійського Червонопрапорного Житомирського кавалерійського корпусу імені Раднаркому України. | 25 січня 1979                                                                      |                                               |
| 7  | Бурлака Олексій Іванович          | 1928           | Бригадир, керівник дільниці кранівників Луцького управління механізації. | 12 січня 1984                                                                      |                                               |
| 8  | Юдін Володимир Васильович         | 1914           | Військовий, після війни — секретар виконкому Луцької міської Ради депутатів трудящих (1945–1951), помічник першого секретаря Волинського обкому Компартії України (1951–1954), другий секретар Берестечківського та Маневичівського райкомів партії (1954–1960), начальник відділу Луцького автозаводу. Нагороджений двома орденами Червоної Зірки. | 12 січня 1984                                                                      |                                               |
| 9  | Самохвалов Дмитро Микитович       | 1915           | Інженер, начальник будівельного управління. Нагороджений орденами Леніна, Жовтневої Революції та Знаком Пошани. | 12 вересня 1985                                                                    |                                               |
| 10 | Гаврилов Олексій Михайлович       | 1908           | Робітник-ткач, секретар колективного господарства «Новый труд». Нагороджений трьома орденами Червоного Прапора двома орденами Червоної Зірки та медалями «40 років Перемоги у Великій Вітчизняній війні 1941–1945 р.р.», «70 років Збройних Сил СССР».                                                                                              | 8 жовтня 1987                                                                      |                                               |
| 11 | Хмелевський Юрій Дмитрович        | 1943           | Слюсар-сантехнік, бригадир. | 8 жовтня 1987                                                                      |                                               |
| 12 | Меркулов Володимир Костянтинович  | 1941           | Коваль, депутат Луцької міської ради. | 15 січня 2001                                                                      |                                               |
| 13 | Зінкевич Василь Іванович          | 1945           | Інтерпретатор музичних творів. Герой України. | 28 вересня 2001                                                                    |                                               |
| 14 | Корсак Іван Феодосійович          | 1946           | Український письменник, заслужений журналіст України. Нагороджений Почесною грамотою Кабінету Міністрів України, почесними грамотами обласної ради, обласної державної адміністрації, Луцької міської ради. | 27 вересня 2006                                                                    |                                               |
| 15 | Кривицький Антон Федорович        | 1945           | Інженер-будівельник, депутат. Заслужений економіст України, нагороджений орденом Президента Грушевського «За розбудову держави». | 15 серпня 2002                                                                     |                                               |
| 16 | Свереда Богдан Антонович          | 1943           | Слюсар, громадський діяч, директор школи. | 21 серпня 2003                                                                     |                                               |
| 17 | Чорнуха Віктор Григорович         | 1952           | Інженер-токар, громадський діяч. | 21 серпня 2003                                                                     |                                               |
| 18 | Сачук Степан Дорофійович          | 1937           | Агроном, редактор газети. | 4 липня 2007                                                                       |                                               |
| 19 | Тимощук Анатолій Олександрович    | 1979           | Футболіст. Нагороджений орденом «За мужність» III ступеня. | 3 червня 2008                                                                      | 30 березня 2022                               |
| 20 | Мах Петро Петрович                | 1934           | Поет. Нагороджений почесною грамотою Президії Верховної Ради України, іменною медаллю уряду, Відзнакою Президента, Лауреат літературних премій імені Олександра Гаврилюка, Агатангела Кримського. | 27 травня 2009                                                                     |                                               |
| 21 | Гудима Олександр Васильович       | 1950           | Викладач, депутат. | 29 липня 2009                                                                      |                                               |
| 22 | Слапчук Василь Дмитрович          | 1961           | Письменник. Лауреат Національної премії ім. Тараса Шевченка. | 18 серпня 2010                                                                     |                                               |
| 23 | Бандера Степан Андрійович         | 1909           | Політичний діяч. | 17 грудня 2010                                                                     |                                               |
| 24 | Струцюк Йосип Георгійович         | 1934           | Письменник, збирач пісень. | 8 вересня 2011                                                                     |                                               |
| 25 | Бондарчук Андрій Іванович         | 1936           | Журналіст, політичний діяч. | 31 липня 2013                                                                      |                                               |
| 26 | Мойсей Василь Михайлович          | 1992           | Герой Небесної Сотні | 26 березня 2014                                                                    |                                               |
| 27 | Фацевич Олександр Юрійович        | 1986           | Командир роти патрульної служби міліції особливого призначення «Світязь» | 29 липня 2015                                                                      |                                               |
| 28 | Головань Микола Микитович         | 1943           | Скульптор | 27 липня 2016                                                                      |                                               |
| 29 | Романюк Микола Ярославович        | 1958           | Політичний діяч | 26 липня 2017                                                                      |                                               |
| 30 | Атаманчук Андрій Вікторович       | 1979           | Військовик | 25 липня 2018                                                                      |                                               |
| 31 | Вишневський Олег Анатолійович     | 1978           | Військовик | 25 липня 2018                                                                      |                                               |
| 32 | Войчук Олександр Анатолійович     | 1989           | Військовик | 25 липня 2018                                                                      |                                               |
| 33 | Гринчишин Максим Ігорович         | 1979           | Військовик | 25 липня 2018                                                                      |                                               |
| 34 | Гулюк Сергій Миколайович          | 1981           | Військовик | 25 липня 2018                                                                      |                                               |
| 35 | Зарадюк Володимир Володимирович   | 1991           | Військовик | 25 липня 2018                                                                      |                                               |
| 36 | Зелінський Василь Аркадійович     | 1983           | Військовик | 25 липня 2018                                                                      |                                               |
| 37 | Іонов Вячеслав Анатолійович       | 1978           | Військовик | 25 липня 2018                                                                      |                                               |
| 38 | Йовзик Дмитро Васильович          | 1983           | Військовик | 25 липня 2018                                                                      |                                               |
| 39 | Карабан Артем Олександрович       | 1993           | Військовик | 25 липня 2018                                                                      |                                               |
| 40 | Кітновський Олексій Володимирович | 1977           | Військовик | 25 липня 2018                                                                      |                                               |
| 41 | Климчук Сергій Дмитрович          | 1969           | Військовик | 25 липня 2018                                                                      |                                               |
| 42 | Кумецький Віктор Володимирович    | 1973           | Військовик | 25 липня 2018                                                                      |                                               |
| 43 | Курука Сергій Іванович            | 1987           | Військовик | 25 липня 2018                                                                      |                                               |
| 44 | Луцюк Роман Йосипович             | 1976           | Військовик | 25 липня 2018                                                                      |                                               |
| 45 | Лучук Роман Олександрович         | 1994           | Військовик | 25 липня 2018                                                                      |                                               |
| 46 | Мандзик Віктор Сергійович         | 1986           | Співробітник СБУ | 25 липня 2018                                                                      |                                               |
| 47 | Марцинюк Валерій Костянтинович    | 1976           | Військовик | 25 липня 2018                                                                      |                                               |
| 48 | Махновець Віталій Іванович        | 1981           | Військовик | 25 липня 2018                                                                      |                                               |
| 49 | Наюк Роман Васильович             | 1976           | Військовик | 25 липня 2018                                                                      |                                               |
| 50 | Оніщук Юрій Віталійович           | 1990           | Військовик | 25 липня 2018                                                                      |                                               |
| 51 | Помінкевич Сергій Петрович        | 1977           | Військовик | 25 липня 2018                                                                      |                                               |
| 52 | Прокопчук Володимир Іванович      | 1991           | Військовик | 25 липня 2018                                                                      |                                               |
| 53 | Філіпчук Ігор Ярославович         | 1982           | Військовик | 25 липня 2018                                                                      |                                               |
| 54 | Хамраєв Рустам Шонійозович        | 1975           | Військовик | 25 липня 2018                                                                      |                                               |
| 55 | Чабанчук Денис Миколайович        | 1992           | Військовик | 25 липня 2018                                                                      |                                               |
| 56 | Чучалін Юрій Андрійович           | 1964           | Військовик | 25 липня 2018                                                                      |                                               |
| 57 | Шкредь Сергій Олексійович         | 1985           | Військовик | 25 липня 2018                                                                      |                                               |
| 58 | Шостак Сергій Олександрович       | 1972           | Військовик | 25 липня 2018                                                                      |                                               |
| 59 | Шульга Максим Костянтинович       | 1991           | Військовик | 25 липня 2018                                                                      |                                               |
| 60 | Грибков Сергій Миколайович        | 1981           | Військовик | 21 серпня 2019                                                                     |                                               |
| 61 | Єлістратов Андрій Юрійович        | 1991           | Військовик | 21 серпня 2019                                                                     |                                               |
| 62 | Ольховський Георгій Сергійович    | 1989           | Військовик | 21 серпня 2019                                                                     |                                               |
| 63 | Чепелюк Василь Адамович           | 1954           | Заслужений артист України | 21 серпня 2019                                                                     |                                               |
| 64 | Лахай Віктор Михайлович           | 1977           | Військовик | 30 липня 2021                                                                      |                                               |